# Sorghum stipoideum
Sorghum stipoideum là một loài thực vật có hoa trong họ Hòa thảo. Loài này được (Ewart & Jean White) C.A.Gardner & C.E.Hubb. miêu tả khoa học đầu tiên năm 1938.